# Теренс Кларк
Теренс Кларк (енгл. Terrence Clarke; Бостон, 6. септембар 2001 — Лос Анђелес, 22. април 2021) је био амерички кошаркаш који је наступао за Кентаки вајлдетсе у Југоисточној конференцији (СЕЦ) колеџ кошарке. Био је један од највећих проспекта (пет звездица) за драфт 2021. године из класе бекова шутера. Кларк је завршио средњу школу на Академији Брустер, у Вулфбороу, у Њу Хемпширу.

## Средњошколска каријера

### Регрутовање
Дана 14. септембра 2019, Кларк је објавио да ће студирати на Универзитету Кентаки, иако је имао понуде од Колеџа Бостон, Дјука, Мемфиса, Тексас Тека и УЦЛА.

## Каријера на колеџу
На своме дебију на колеџу 25. новембра 2020. године, Кларк је постигао 12 поена, четири скока, четири асистенције и три украдене лопте у победи над Мурхед стејтом 81—45. Током сезоне био је ограничен на осам утакмица у конференцији, седам ван конференције и једну на СЕЦ турниру. Правио је шест стартова и просечно је постизао 9,6 поена, 2,6 скокова и 2,0 асистенције по мечу. Дана 19. марта 2021. објавио је да ће завршити колеџ каријеру и пријавити се за НБА драфт исте године.

## Смрт
Након индивидуалног тренинга са саиграчем Брендоном Бостоном Млађим, Кларк је доживео саобраћајну несрећу у Лос Анђелесу, у Калифорнији од чијих последица је преминуо 22. априла 2021. године. Имао је само 19 година.

## Статистика током колеџ каријере
| Сезона  | Екипа   | ОУ | СУ | МПУ  | ПШ%  | 3П%  | СБ%  | СПУ | АПУ | УПУ | БПУ | ППУ |
| ------- | ------- | -- | -- | ---- | ---- | ---- | ---- | --- | --- | --- | --- | --- |
| 2020–21 | Кентаки | 8  | 6  | 28.6 | .421 | .217 | .471 | 2.6 | 2.0 | .6  | .1  | 9.6 |